# Helmholtzka notationen
Den helmholtzka notationen är det vanliga systemet för att ange oktaver i Sverige, uppkallad efter fysikern Hermann von Helmholtz (1821–1894). Med detta notationssystem kallas den mellersta oktavens c, 261,6 svängningar/sekund, ettstrukna c, c¹ . Tonen c i oktaven över, tvåstrukna c, c² och oktaven under, lilla oktavens c, c.
| Traditionell benämning     | Helmholtzk notation, trad./altern. | Amerikansk notation | Svängningar/sekund |
| -------------------------- | ---------------------------------- | ------------------- | ------------------ |
| c i subkontraoktaven       | C2 / C‚‚                           | C0                  | 16,35              |
| c i kontraoktaven          | C1 / C‚                            | C1                  | 32,7               |
| c i stora oktaven          | C / C                              | C2                  | 65,4               |
| c i lilla/ostrukna oktaven | c eller c0 / c                     | C3                  | 130,8              |
| c i ettstrukna oktaven     | c¹ / c'                            | C4                  | 261,6              |
| c i tvåstrukna oktaven     | c² / c''                           | C5                  | 523,3              |
| c i trestrukna oktaven     | c³ / c'''                          | C6                  | 1046,5             |
| c i fyrstrukna oktaven     | c4 / c''''                         | C7                  | 2093               |
| c i femstrukna oktaven     | c5 / c'''''                        | C8                  | 4186               |